# Moe Game Award
Les Moe Game Award (萌えゲーアワード, Moegē Awādo) sont des prix japonais décernés chaque année à des jeux vidéo exceptionnels pour ordinateurs personnels qui ont été classés par l'Ethics Organization of Computer Software. Initialement nommé Bishōjo Game Award, cet événement est organisé depuis 2006 sous le nom d'« Oscars de l'industrie des jeux pour adultes ». Ce prix est une forme de récompense pour les jeux dans lesquels l'interaction avec les personnages de bishōjo influence efficacement les émotions des joueurs (qui suscite un sentiment moe).

## Sélection des gagnants
Le jury, composé de représentants de magazines du secteur et d'autres experts, sélectionne les gagnants parmi les 40 jeux nommés pour lesquels la plupart des votes ont été effectués lors du vote en ligne. Les Moe Game Award sont décernés dans une douzaine de catégories dont le scénario, la conception du jeu, la conception des personnages et le générique. Il existe également des catégories thématiques (par exemple, l'amour pur, l'érotisme et les mystères) et techniques (par exemple, une pour les fan discs, une pour les prix bas et une pour les nouvelles marque). L'objectif de ces prix est de soutenir le développement de l'industrie des jeux sur ordinateur personnel, ainsi que de familiariser les joueurs avec de nombreuses productions exceptionnelles, c'est pourquoi le jury s'efforce de maintenir la diversité lors de la sélection des gagnants. Les meilleures productions, qui ont été reconnues dans de nombreux domaines, reçoivent le prix principal (anciennement, les prix d'or, d'argent et de bronze). Le jeu avec le plus de votes des internautes reçoit le prix des joueurs. Le jury peut également décerner un prix spécial aux titres qui n'ont pas été nommés lors d'un vote.

## Gagnants des principaux prix

### Bishōjo Game Award
| An   | Jeu                          | Fabricant    |
| ---- | ---------------------------- | ------------ |
| 2006 | Kono aozora ni yakusoku o    | Giga         |
| 2007 | Haruka ni aogi, uruwashi non | Pulltop      |
| 2008 | G senjō no maō               | Akabei Soft2 |

### Moe Game Award
| Année | Prix   | Jeu                                                                | Développeur  |
| ----- | ------ | ------------------------------------------------------------------ | ------------ |
| 2009  | Or     | Shin Koihime musō: Otome ryōran Sangokushi Engi                    | BaseSon      |
| 2009  | Argent | Maji de watashi ni koi shinasai!                                   | MinatoSoft   |
| 2009  | Bronze | Twinkle Crusaders                                                  | Lillian      |
| 2010  | Or     | Tasogare no Sinsemilla                                             | Applique     |
| 2010  | Argent | Ikusa megami Verita                                                | Eushully     |
| 2010  | Bronze | Subarashiki hibi: Furenzoku sonzai                                 | KeroQ        |
| 2011  | Or     | Grisaia no kajitsu (Le Fruit de la Grisaia)                        | Frontwing    |
| 2011  | Argent | Kami-dori Alchemy Meister                                          | Eushully     |
| 2011  | Argent | Kamikaze Explorer!                                                 | Clochette    |
| 2012  | Or     | Kono ōzora ni, tsubasa o hirogete                                  | Pulltop      |
| 2012  | Argent | Grisaia no meikyū (Le Labyrinthe de la Grisaia)                    | Frontwing    |
| 2012  | Argent | Maji de watashi ni koi shinasai! S                                 | MinatoSoft   |
| 2013  | Or     | Tsuki ni yorisō otome no sahō                                      | Navel        |
| 2013  | Or II  | Grisaia no rakuen (Le Eden de la Grisaia)                          | Frontwing    |
| 2013  | Or II  | Prism Recollection!                                                | Clochette    |
| 2014  | Or     | Ao no kanata no Four Rhythm                                        | sprite       |
| 2014  | Or II  | Ano harewataru sora yori takaku                                    | ChuableSoft  |
| 2014  | Or II  | Nanairo Reincarnation                                              | Silky’s Plus |
| 2015  | Or     | Sakura no uta: Sakura no mori no ue o mau                          | Makura       |
| 2015  | Or II  | Miagete goran, yozora no hoshi o                                   | Pulltop      |
| 2015  | Or II  | Hanasaki Work Spring!                                              | Saga Planets |
| 2016  | Or     | Wagamama High Spec                                                 | Madosoft     |
| 2016  | Or II  | Maitetsu                                                           | Lose         |
| 2016  | Or II  | Sengoku koihime X: Otome kenran Sengoku emaki                      | BaseSon      |
| 2016  | Or II  | Senren*Banka                                                       | Yuzusoft     |
| 2017  | Or     | Nora to ōjo to noraneko Heart 2                                    | Harukaze     |
| 2017  | Or II  | Kin’iro Loveriche                                                  | Saga Planets |
| 2017  | Or II  | Hikari no umi no Apeiria                                           | Silky’s Plus |
| 2017  | Or II  | Making*Lovers                                                      | Smee         |
| 2018  | Or     | Summer Pockets                                                     | Key          |
| 2018  | Or II  | Rance X: Kessen                                                    | AliceSoft    |
| 2018  | Or II  | Shin Koihime musō – Kakumei: Son Go no ketsumyaku                  | BaseSon      |
| 2018  | Or II  | Raspberry Cube                                                     | Madosoft     |
| 2019  | Or     | Nukigē mitai na shima ni sunderu watashi wa dō surya ii desu ka? 2 | Qruppo       |
| 2019  | Or II  | Tamayura mirai                                                     | Azurite      |
| 2019  | Or II  | D.C.4: Da Capo 4                                                   | Citrus       |
| 2019  | Or II  | Kimagure Temptation                                                | Silky’s Plus |
| 2020  | Or     | Maitetsu - Last Run!!                                              | Lose         |
| 2020  | Or II  | Hamidashi Creative                                                 | Madosoft     |
| 2020  | Or II  | Kakenuke★Seishun Sparking!                                         | Saga Planets |
| 2020  | Or II  | Dohna Dohna -Issho ni Warui Koto o Shiyou-                         | Alice Soft   |